# VfL Halle 1896
Verein für Leibesübungen Halle 1896 e. V. é uma agremiação esportiva alemã, fundada a 16 de julho de 1896, sediada em Halle an der Saale, na Sachsen-Anhalt.

## História
O mais antigo clube na cidade de Halle foi fundado como Hallescher Fussballclub von 1896 em 1896. O HFC foi um dos doze times que formaram a VMBV (Verbandes Mitteldeutscher Ballspielvereine ou Federação de Clubes Média Alemã de Futebol) a 16 de dezembro de 1900 e foi um membro fundador da DFB (Deutscher Fußball-Bund), em Leipzig, em janeiro de 1900.
Em 1909, foi o primeiro do país a comprar suas próprias terras e, em 10 de setembro de 1910, hospedou o VfB Leipzig em seu novo estádio. O clube se fundiu com o Turnverein Kaufmännischer Halle a 23 de setembro de 1919 para se tornar VfL Halle von 1896. A união de curta duração terminou em abril do ano seguinte, mas o clube manteve o seu novo nome. Ao longo desse período o Halle obteve numerosos êxitos, conquistando sete campeonatos regionais da VMBV, bem como títulos de campeão geral em 1917 e 1919.
O futebol alemão foi reorganizado sob a égide do Terceiro Reich, em 1933, em 16 Gauligen, divisões máximas regionalizadas. O VfL Halle entrou para a Gauliga Mitte, em 1937, e jogou na primeira divisão até 1944, alcançando resultados medianos. Sua atuação nessa divisão terminou com o avanço dos exércitos aliados na Alemanha quando a Segunda Guerra Mundial chegava ao fim.
No rescaldo da guerra as autoridades de ocupação proibiram o funcionamento de todas as organizações do país, incluindo esportes e clubes de futebol. Em novembro de 1946, o clube foi restabelecido como SG Giebichenstein, tornando-se SG Genossenschaften Halle, em maio de 1949, e BSG Empor Halle, em 1951. O clube jogou anonimamente nas divisões inferiores da Alemanha Oriental ao longo de quatro décadas e meia, fazendo apenas uma aparição única na temporada da segunda divisão, a DDR-Liga em 1981-1982.
Após a reunificação alemã, em 1990, o time jogou na camada sétima, a Berziksliga como SV Empor Halle, na qual venceu o campeonato da divisão e ganhou a promoção para a Landesliga Sachsen-Anhalt (VI). A equipe reafirmou a denominação VfL Halle no ano seguinte e continuou a jogar bem, avançando através da Verbandsliga Sachsen-Anhalt (V) e NOFV-Oberliga Süd (IV) em seu caminho para chegar à Regionalliga Nordost (III) em 1999.
Apesar dos jogadores de futebol apresentarem um esforço digno, a atitude não foi suficiente para a permanência na Regionalliga após sua reestruturação. Na temporada seguinte o clube foi forçado a sair da Oberliga (IV), apesar da obtenção de um sexto lugar devido às dificuldades financeiras.

## Títulos
- Campeão Central Alemão: 1917, 1919;